# 三菱UFJ不動産販売
三菱UFJ不動産販売株式会社（みつびしユーエフジェイふどうさんはんばい）は、三菱UFJフィナンシャル・グループ（MUFG）の不動産会社。

## 事業内容
- 不動産の売買・交換の媒介・代理およびこれに付帯・関連する業務
- 不動産を主たる信託財産とする信託受益権の売買の媒介

## 事業所
- 首都圏：23センター、法人営業室、法人業務推進部、情報開発部、営業開発部、コンサルティング営業部
- 名古屋圏：4センター
- 関西圏：5センター、関西業務部

## 沿革
- 2001年（平成13年）10月 - 日信住宅販売株式会社を存続会社として、菱信住宅販売株式会社が経営統合し、三菱信不動産販売株式会社となる。
- 2005年（平成17年）10月 - MUFGが発足。三菱信不動産販売を存続会社として、UFJ住宅販売株式会社を統合し、三菱UFJ不動産販売株式会社となる。

## 取引金融機関
- 三菱UFJ信託銀行
- 三菱UFJ銀行

## 加盟団体
- 一般社団法人不動産協会
- 一般社団法人不動産流通経営協会
- 公益社団法人首都圏不動産公正取引協議会